# Fontenermont
Fontenermont település Franciaországban, Calvados megyében. Lakosainak száma 150 fő (2018. január 1.). Fontenermont Courson, Saint-Aubin-des-Bois, Saint-Sever-Calvados, Boisyvon és Coulouvray-Boisbenâtre községekkel határos.

## Népesség
A település népességének változása:
| Lakosok száma | 161  | 145  | 139  | 126  | 140  | 143  | 142  | 143  | 146  | 150  |
|               | 1968 | 1975 | 1982 | 1990 | 1999 | 2011 | 2013 | 2015 | 2017 | 2018 |